# Мардастан
Мардастан (грабар Մարդաստան), Мардуцайк, Мардоцек — один из гаваров исторической области Армении Васпуракан. Локализуется западнее современного города Маку, на восточных склонах горного хребта Котур, в области современной ирано-турецкой границы. Область простиралась от озера Арчак до Артаза. В настоящее время на приграничной зоне Турции и Ирана.

## Этимология
Название «Мардастан» означает «земля мардов»

## История
В начале VI века до н. э. бывшие территории Урарту были поглощены Мидией. Возможно, именно тогда мидийские колонисты поселились в армянских округах Мардалия и Мардастан, названия которых происходят от их имени. Округ упоминается в «Ашхарацуйце» — географическом памятнике VII века по древней Армении.
Вся горная цепь между княжествами Андзевацик и Сюник, в том числе и Мардастан, была в значительной степени, если не полностью, заселена мидийцами. До Первой мировой войны эти территории в такой же степени были заселены курдами. Если мидийцы, даже частично, являлись предками современных курдов, то древнее население этих территорий можно считать прото-курдским.
В разные периоды область имела различные названия: в 450 году Мардастан, в 505 году Мардпетакан, в 555 году Мардпетакан и Сепакан.
Глава мардов, народа населявшего местность, назывался мардпет. От мардов берёт своё начало и княжеский дом. Позже мардпет стал родовым титулом. Владения княжеского рода назывались Мардпетакан. После пресечения мардского княжеского рода, титул перешёл к соседнему роду Арцруни.
Согласно Ксенофонту, марды служили Оронтидам, как наёмники, на границах Армении.
В этой области римский военачальник Корбулон, направляющийся из Арташата в Тигранакерт, подвергся нападению мардов.
В 114 году во время военной кампании Траяна в Армении, римские войска были атакованы мардами, населявшими горные регионы на северо-востоке и востоке озера Ван.